# 鸽点灯塔
鸽点灯塔（英語：Pigeon Point Lighthouse），或称鸽点灯站（英語：Pigeon Point Light Station）是一座始建于1871年，用于引导加利福尼亚州太平洋海岸往来船只的灯塔。它与波因特阿里纳灯塔一起被认为是美国西海岸线上最高的灯塔，并且依然为美国海岸警卫队所使用。鸽点灯塔位于加州一号公路线上，加州培斯卡德洛以南8公里处，处在圣塔克鲁兹和旧金山之间，这座高115英尺（约合35米）的白色石砌体灯塔拥有典型的新英格兰建筑风格。鸽点灯塔靠近公路干线，良好的位置和便利交通使得每年都有大量游客来此参观。
灯塔和周围区域已经作为鸽点灯站州立历史公园（英語：Pigeon Point Light Station State Historic Park）被政府保护起来。鸽点灯塔也已被收录进美国国家史迹名录，并被指定为加利福尼亚州历史地标。
美国商业传媒集团爱德华·威利斯·斯克里普斯公司的商标便是以该灯塔为原型制作的。

## 历史

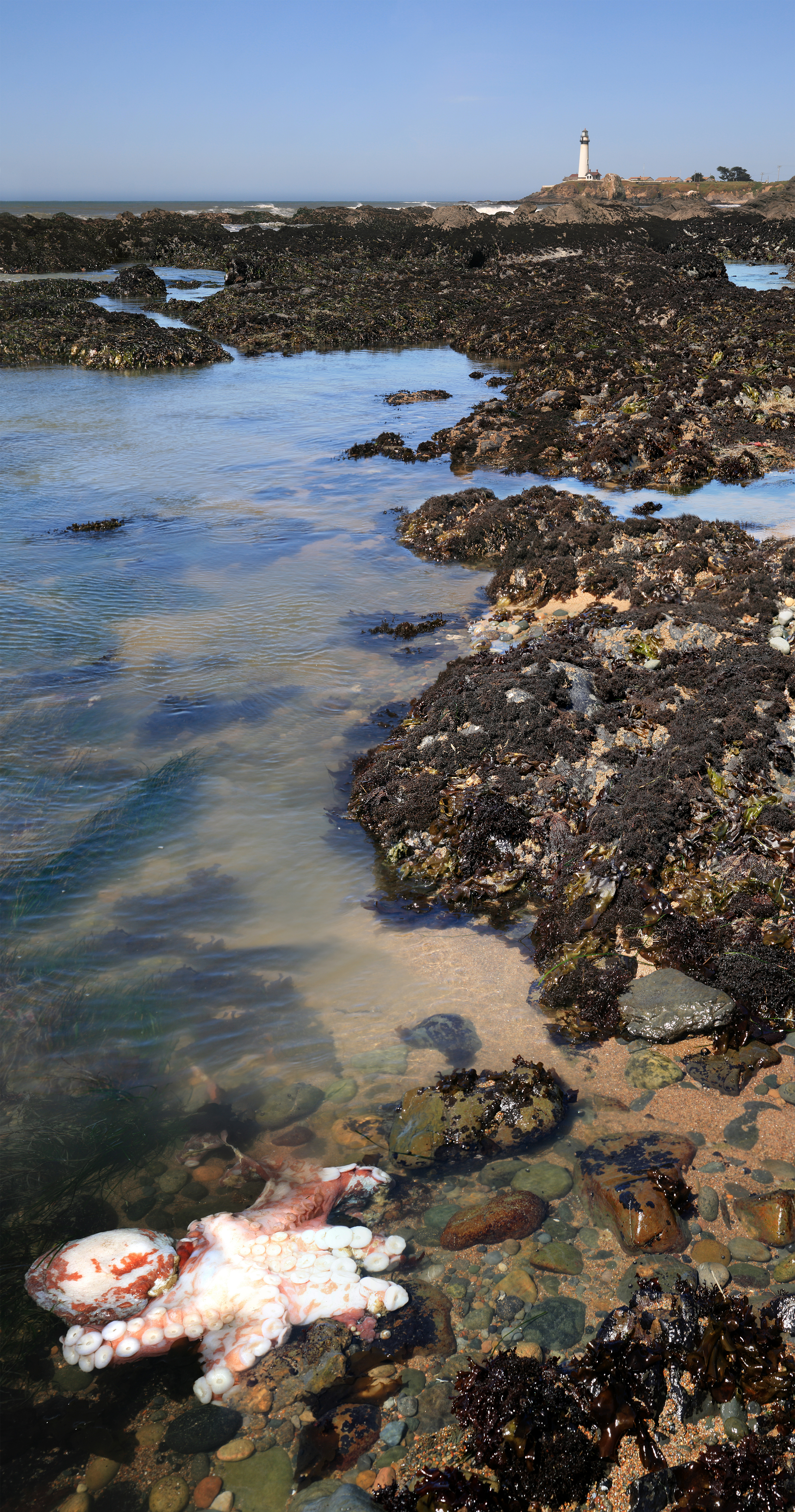
鸽点灯塔和潮汐池

地处太平洋沿岸的鸽点灯塔以如画的景色而闻名，这座矗立在岩石岬上的灯塔一直以来都是往来旧金山湾附近船只的地标。岩石岬和灯塔的名称都来源于1853年在此失事的“信鸽号”帆船（英語：Carrier Pigeon）。
灯塔灯室最初装备的1000瓦菲涅耳透镜早已不再作为导航灯使用。该镜片配备了24块闪光板，由1008个手工抛光的透镜和棱镜组成，能发出超过500000个烛光的亮度。它由亨利·勒波特公司（英語：Henry-LePaute）在法国巴黎制造，于1872年11月15日日落时第一次在鸽点灯塔上被点亮。
灯塔的光源起初来自于燃烧精制猪油的灯具，到了1888年，人们开始使用煤油灯。为了达到在远处可以看到灯塔每十秒钟闪烁一次的效果，塔中的镜头必须四分钟旋转一次，而其旋转的动力最早来源于一个重45磅（约合20千克）的发条装置。1926年其灯塔开始使用电能，更加现代化的创新科技被运用到了灯塔上，早先的煤油灯被1000瓦的电灯泡取代，发条装置换成了电动马达，并且还安装了电动雾角。1972年，美国海岸警卫队在灯塔的前端安装了一个长24英尺（约合600毫米）的信号灯，原先的菲涅耳透镜则正式退役，不再执行常规任务，只在一些特殊的庆典场合上才会被使用。每年11月中旬的一天，旧金山湾区的鸽点灯塔都会像1872年一样，用五盏煤油灯和一组菲涅尔透镜来点亮。
2001年12月，因为顶部用于支撑金属通道的砖石结构发生坍塌，灯塔曾一度向公众关闭。事故的原因主要是灯塔使用了铸铁而非防水性能较好的钢结构，结果导致通道完全生锈。2010年7月，美国众议院议员安娜·艾舒（英語：Anna Eshoo）宣布，会将2011财政年度内部和环境拨款法案中获得的340万美元划拨出25万美元用于灯塔顶端部分的修缮工作。
修葺后的灯塔看守人住房从20世纪60年代就开始作为青年旅社为游客服务，由国际青年旅舍联盟负责运营。

## 图片

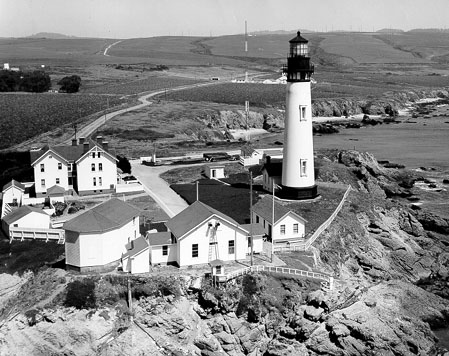
美国海岸警卫队档案照片
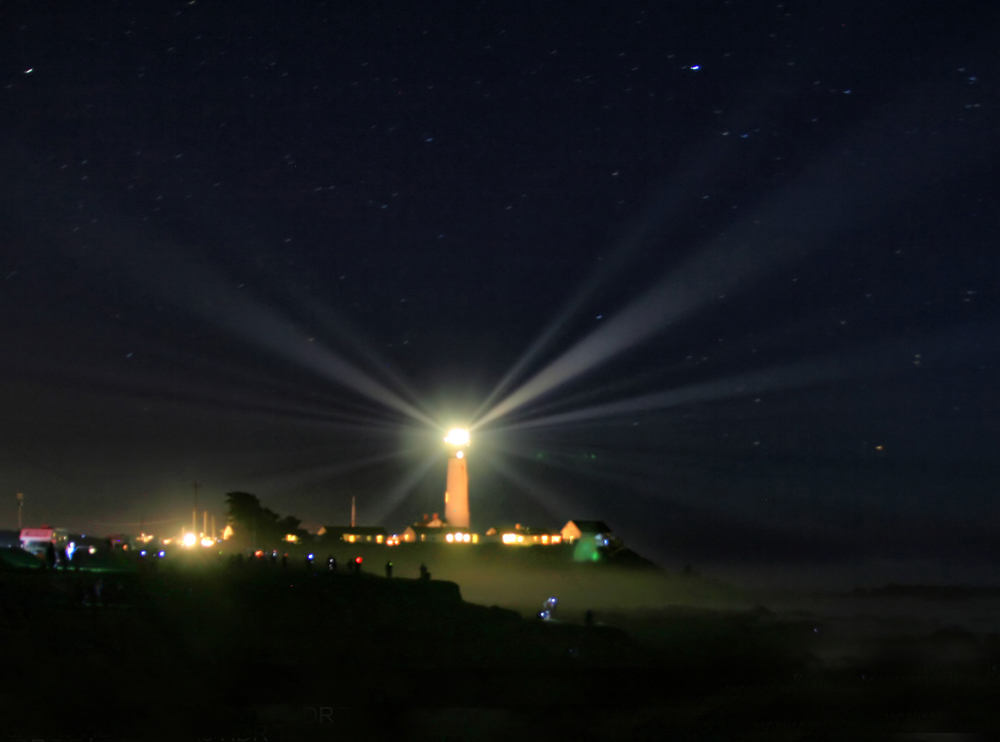
亮灯时的灯塔
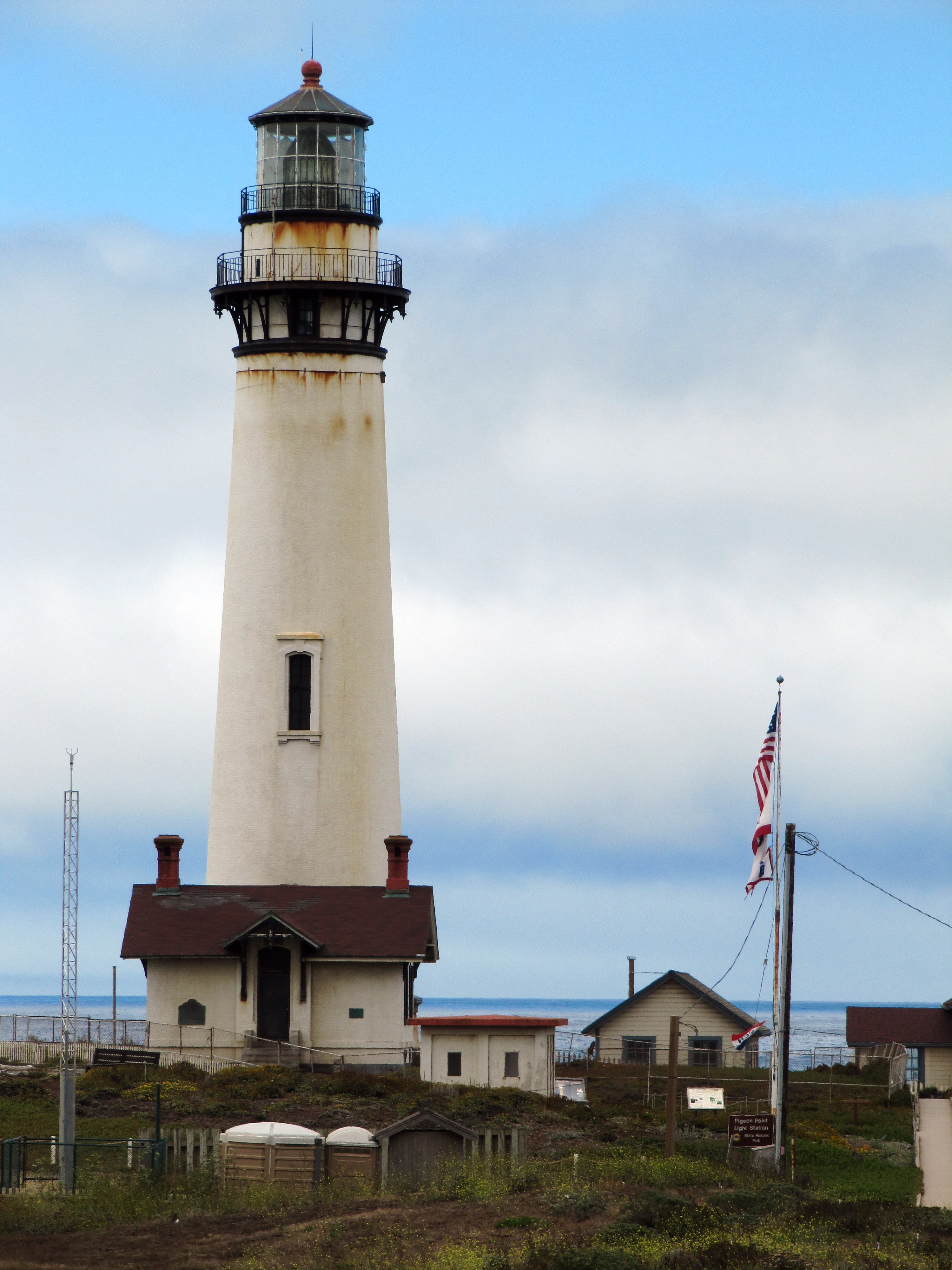
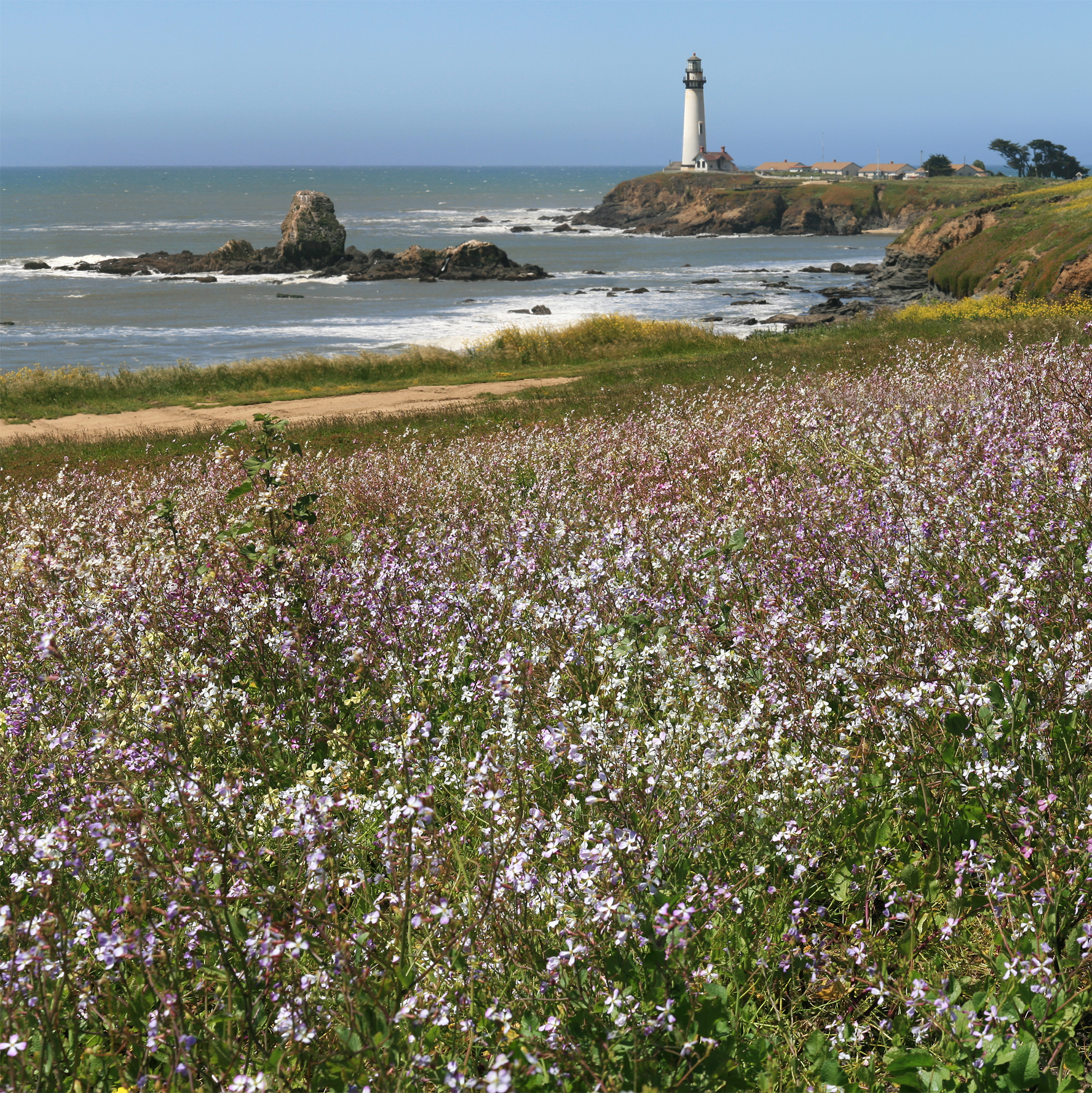
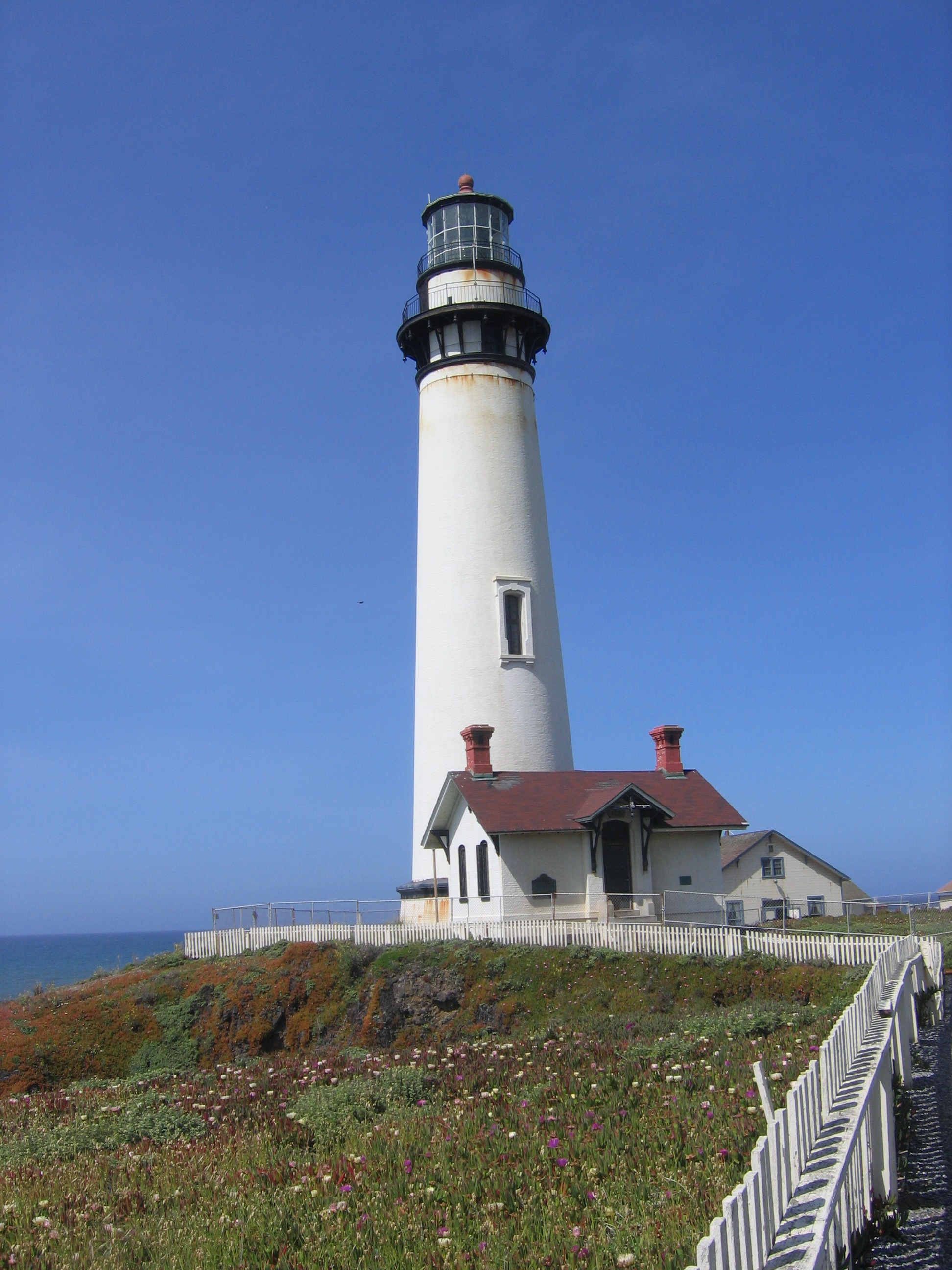
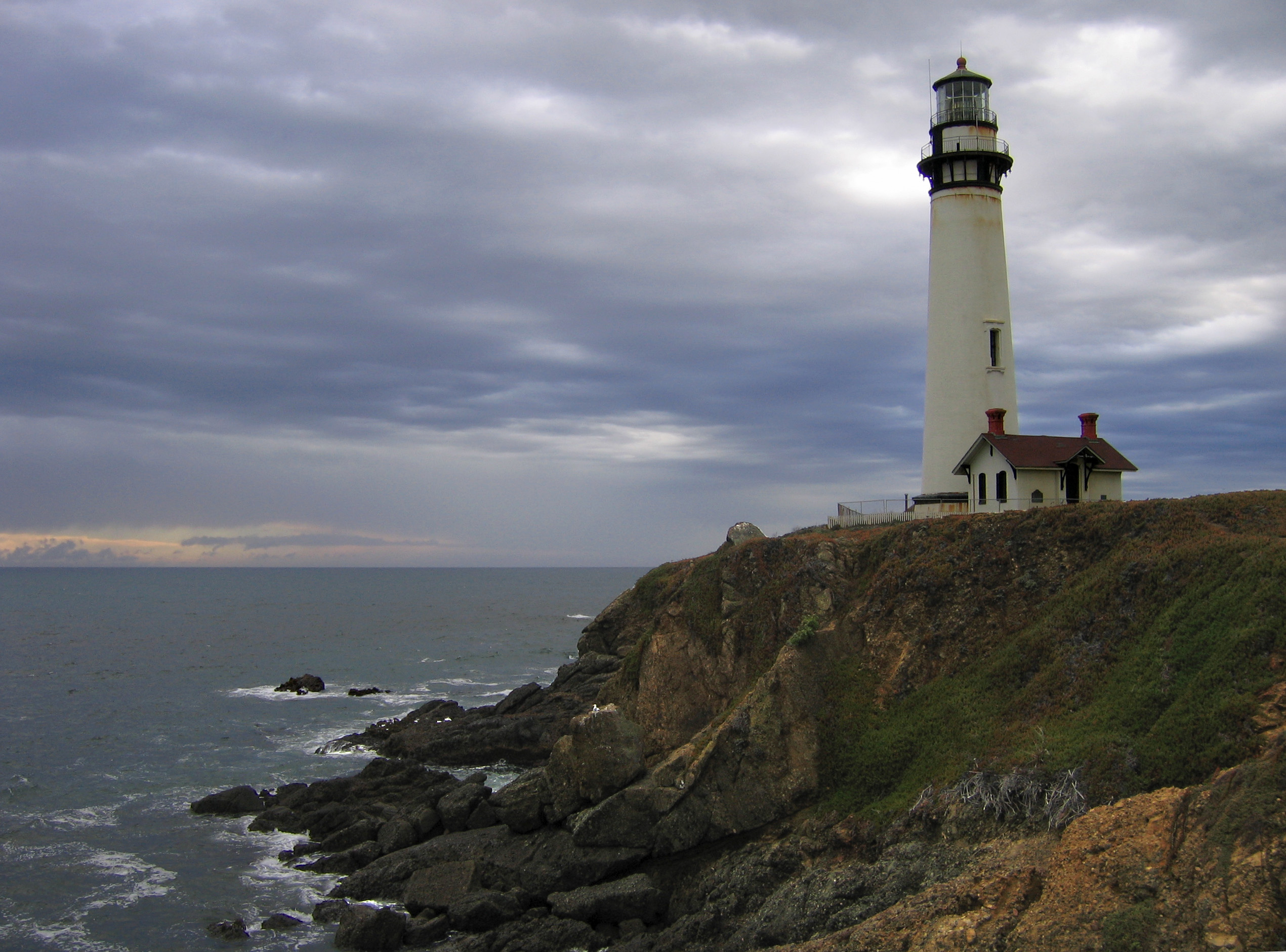
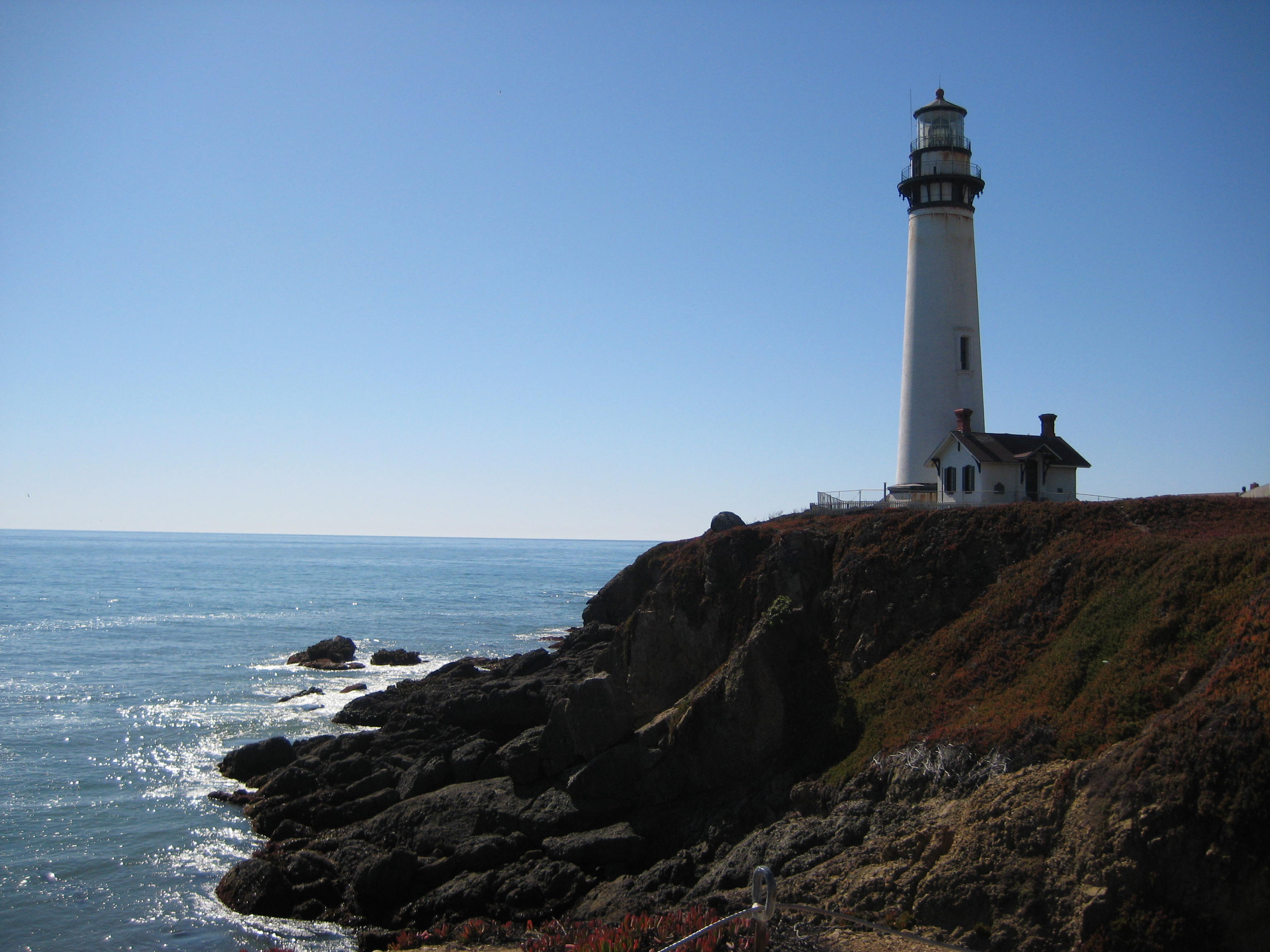
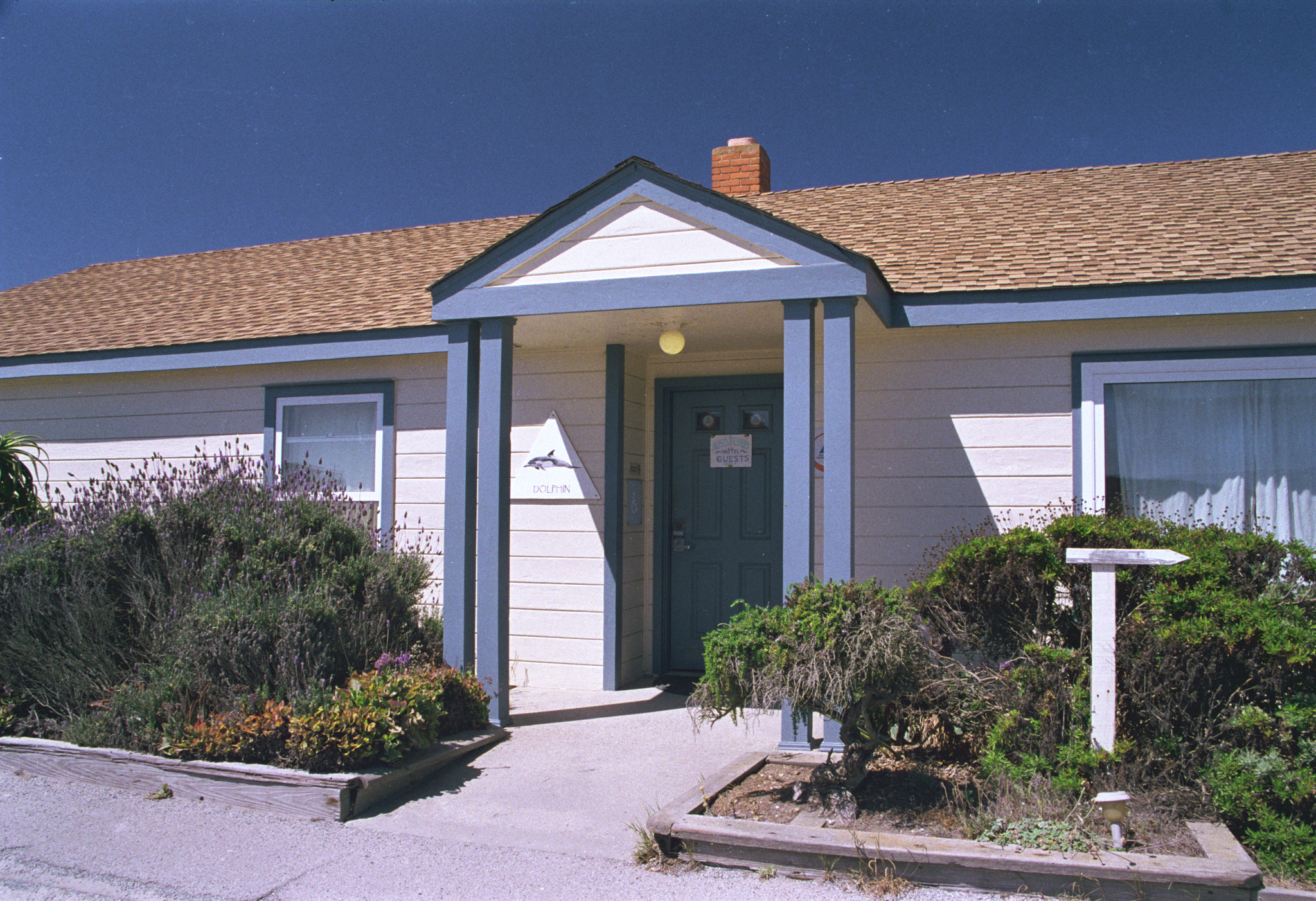
鸽点灯塔旅社

## 其它相关信息
鸽点灯塔曾在多部影视作品中出现，列如1992年电影《辣手美人心》和2014年电影《极品飞车》。

## 延伸阅读
- 加利福尼亚公园和娱乐部. . Sacramento, CA: California State Parks. 2002. OCLC 56543458.
- Perry, Frank. . Soquel, CA: GBJ Pub. 1986. ISBN 978-0-943896-02-1.
- Perry, Frank. . The Keeper's Log (United States Lighthouse Society). Spring 1999, XV (3).
- Semones, JoAnn. . Palo Alto, CA: Glencannon Press/Maritime Books. 2007. ISBN 978-1-889901-42-8.